# Kepler-17
Désignations
Kepler-17 ou KOI-203 est une étoile de la constellation du Cygne située à environ ∼ 2 400 a.l. (∼ 736 pc) de la Terre. Cette naine jaune de type spectral G5V est une étoile variable par rotation autour de laquelle la planète Kepler-17 b orbite.